# Ceratarcha
Ceratarcha là một chi bướm đêm thuộc họ Crambidae.

## Các loài
- Ceratarcha clathralis C. Swinhoe, 1894
- Ceratarcha umbrosa C. Swinhoe, 1894